# Jean d'Arenthon d'Alex
Jean d'Arenthon d'Alex, né le 29 septembre 1620 au château d'Alex (à l'époque duché de Savoie, aujourd'hui Haute-Savoie depuis l'Annexion de la Savoie par la France en 1860) et mort le 4 juillet 1695  à l'abbaye d'Abondance (à l'époque duché de Savoie, aujourd'hui Haute-Savoie), est un ecclésiastique savoyard, prince-évêque de Genève de 1661 à 1695.

## Biographie

### Ses premières années
Jean d'Arenthon, fils de Jacques, seigneur d'Alex, et de Jeanne Françoise dame du Mancy (secondes noces), naît le 29 septembre 1620 dans le duché de Savoie au château familial d'Alex.
Une épidémie de peste qui frappe la région d'Alex et d'Annecy dans les années 1629 et 1630 contraint son père à se retirer avec sa famille dans une de ses autres terres à Etrembières, située un peu plus à l'écart de ce fléau. Jean d'Arenthon, encore enfant, manque d'y périr une première fois d'une contamination par la peste et une seconde fois d'une noyade dans l'Arve. La peste terminée, il revient à Annecy et entre au collège à l'âge de 9 ans.

### Ses études à Paris
Comme toute personne qui se destine à l'état ecclésiastique et aspire à occuper une place importante dans la hiérarchie de l’Église, Jean d'Arenthon fait ses études à Paris, à la Sorbonne où il a notamment comme professeur Jacques Lescot, futur évêque de Chartres entre 1642 et 1656. Ses trois années d'études achevées, il finit sa formation par un an de retraite au séminaire Saint-Magloire.

### Le début de sa carrière ecclésiastique
À son retour en province il aide le Révérend Père Darcy, oratorien, qui lui laisse le soin de faire le catéchisme alors qu'il n'est pas encore tonsuré. C'est à l'occasion d'une conférence organisée par ce dernier que Jean d'Arenthon gagne l'estime de Saint Vincent de Paul qui lui prédit : « Dieu veut se servir de vous, mon enfant, et je vous assure que vous serez un jour successeur de Saint François de Sales ».
Jean d'Arenthon reçoit la tonsure et les ordres mineurs le 19 décembre 1643, à l'âge de vingt-trois ans, par Dom Juste Guérin, évêque de Genève. Quelque temps après, il est nommé en 1644 chapitre de chanoines à la cathédrale Saint-Pierre de Genève. Il devient ensuite en 1645 curé de la paroisse de Chevry, dans le pays de Gex, territoire alors majoritairement protestant, puis en 1649 curé de Villaz, dans les environs d'Annecy.
C'est à cette époque que Jean d'Arenthon d'Alex se fait peu à peu remarquer de la cour de Turin. Il est choisi par Christine de France, que l'on surnomme « Madame Royale », pour accompagner à Rome deux membres de la famille ducale savoyarde, Antoine de Savoie et sa sœur Marie Apolline, afin qu'ils puissent participer au grand jubilé de 1650. Ce voyage dans l'Italie du XVIIe siècle revêt indubitablement pour un ecclésiastique un aspect initiatique, au même titre d'ailleurs que celui que les artistes du XVIe pouvaient entreprendre.
Durant le trajet Jean d'Arenthon d'Alex visite avec ces deux jeunes protégés le tombeau de Saint François d'Assise, la maison de Lorette, où la tradition veut que Marie ait reçu l'incarnation, pour enfin arriver dans la ville éternelle. Il profite de son court séjour dans la capitale du christianisme pour obtenir une licence en droit canonique et débattre avec les religieux de cette ville ; il est même invité à ouvrir une dispute dans une thèse dédiée au cardinal Antoine Barberini.
Jean d'Arenthon est dès lors considéré en haute estime à la cour de Savoie et les souverains n'ont de cesse de le retenir, un peu contre son gré, car Jean d'Arenthon est déjà très imprégné des idéaux tridentins, dont le devoir de résidence figure au premier plan. Il ne rentre en effet qu'épisodiquement remplir les tâches de son canonicat en sa ville chapitrale d'Annecy.
Consécutivement à son voyage à Rome et grâce à ses excellentes dispositions avec la cour – dont principalement avec Antoine de Savoie – Jean d'Arenthon d'Alex va hériter, de manière un peu inattendue, du revenu de deux commanderies, Chieri et Chivasso,.
En 1659 un conflit éclate entre le chapitre cathédrale, dont il fait donc partie, et l'évêque Charles-Auguste de Sales : le conflit a pour objet les anciennes prérogatives du chapitre de Saint-Pierre de Genève qui prétend avoir le droit de fournir des examinateurs pour la collation des cures. Le clergé régulier, soutenu par l'évêque, demande lui-aussi d'accéder à ce droit afin d'être représenté dans les jurys des membres nommés en synode et reproche indirectement aux chanoines de posséder en même temps une cure et un canonicat, qui leur assurent ainsi un double bénéfice.

## L'épiscopat

### Sa nomination
Docteur en Sorbonne, licencié de droit canonique, ancien alumnus de Saint-Magloire, très proche du séminaire de Saint-Sulpice, Jean d'Arenthon d'Alex a reçu une éducation plus que solide et peut se targuer d'avoir suivi un enseignement de qualité qui fait sa réputation auprès de ses princes, ou même du Pape.
L'épisode du conflit de 1659 avec l'évêque est également un bon exemple de l'ascendant qu'a pris d'Arenthon par rapport à ses collègues chanoines car ce sont eux qui l'ont désigné comme porte-parole. Peu de temps, Charles-Auguste de Sales tombe malade et se sentant mourir, fait nommer deux personnes comme régents du diocèse : M. Jay, son vicaire général, et Jean d'Arenthon, le commandeur d'Alex. Le 8 février 1660 Charles-Auguste de Sales décède après un épiscopat de quinze années.
À sa mort, d'Arenthon occupe une place déjà prépondérante dans la hiérarchie ecclésiastique, mais cela ne suffit pas pour qu'il soit désigné. En effet l'évêque est nommé par le prince, le duc de Savoie, puis après vérification de ses bonnes mœurs, confirmé par le Pape. Quand on sait les relations très cordiales du commandeur avec la famille ducale, sa nomination ne fait aucun doute ; l'affaire ne traîne pas et dans le courant du mois de mars 1661, Christine de France, qui règne pour Charles-Emmanuel II de Savoie, adresse une lettre au Pape pour demander ladite nomination .

### Un évêque tridentin
Jean d'Arenthon semble dès le début de son éducation comme imprégné des idéaux tridentins. En effet avant même qu'il ne devienne évêque il s'oblige à respecter des aspects mis en valeur par le concile de Trente. Depuis 1643 et sa retraite au séminaire Saint-Magloire, il s'efforce de prendre régulièrement des retraites, qu'il consigne par écrit.
Ces écrits permettent de mesurer l'importance que le futur prélat accorde à tel ou tel aspect du culte. La « Sainte messe » y occupe une place prépondérante de même que la charité, un concept remis au goût du jour par le concile de Trente. Cette place importante de la charité se retrouve d'ailleurs dans son testament. Jean d'Arenthon demande ainsi que lors de ses funérailles un cortège de douze pauvres habillés de gris soit présent, et que chacun reçoive une somme d'argent.
Lorsque Jean d'Arenthon accède à la dignité épiscopale en 1661, le souvenir de saint François de Sales est encore vif dans l'esprit des fidèles et des ecclésiastiques. D'Arenthon se pose d'ailleurs, très habilement, dès le début de son épiscopat en héritier de son glorieux prédécesseur puisque c'est sous son épiscopat que le Savoyard va être canonisé le 19 avril 1665. Quoi de plus prestigieux pour lui que de voir son prédécesseur accéder à la sainteté, cela ne peut que rejaillir sur l'évêque en place, sans cesse comparé au saint.
Il fait interdiction aux prêtres de son diocèse de bénir et de célébrer aucune cérémonie dans la chapelle de la Sainte Famille que vient de faire construire Jacques de Riedmatten à côté de son château de Saint-Gingolph, pour cause de concurrence déloyale avec l'église paroissiale. À force de diplomatie, son fils, Pierre-Maurice de Riedmatten parvient à la faire bénir le 13 avril 1713 par François-Joseph de Grilly, chanoine de Sion, par délégation de Mgr de Genève Michel-Gabriel Rossillon de Bernex.
En 1684, Jean d'Arenthon fait construire le séminaire d'Annecy et fait expulser en 1687 du diocèse la mystique Jeanne-Marie Guyon, qui s'y trouve en compagnie du père Lacombe et du chartreux Dom Innocent Le Masson,,.

### Les dernières années de sa vie
Âgé de soixante-quinze ans, Jean d'Arenthon entreprend au début de l'année 1695 une quatrième visite pastorale. Il part d'Annecy le 10 juin avec pour destination la région montagneuse du Chablais ; ses proches s'en inquiètent d'ailleurs car le territoire est peu hospitalier. Mais rien ne le dissuade au contraire et le prélat s'attend même à terminer ses jours de la manière la plus édifiante qui soi : 

« Je serais trop heureux, messieurs, si je mourais dans les fonctions de mes visites pastorales de la campagne ; mais je ne suis pas digne que Dieu me fasse cette grâce ; il ne l'accorde qu'à ces grands évêques, dont je ne suis que l'ombre et le fantôme. Au reste, je sais bien que je suis vieux, et que je n'ai plus la vigueur de mes premières années ; mais nous irons tant que nous pourrons, et que le Souverain Pasteur nous donnera de forces. »

Après être passé par l'abbaye d'Aulps où il vénère les reliques de Saint Guérin, il entre dans la vallée voisine d'Abondance, cette même paroisse par laquelle il a commencé ses visites pastorales il y a de cela trente ans. Il tombe malade aux portes de l'abbaye d'Abondance, et après trois jours de maladie, décède d'une pleurésie le 4 juillet 1695 à trois heures du matin.
L'évêque a émis le souhait de reposer dans sa cathédrale à Annecy et c'est sur un brancard que le corps est ramené à Annecy, où il est exposé le temps de la nuit dans l'église des Bernadines, ce qui provoque un flux ininterrompu de paroissiens venus rendre hommage à leur évêque mort en odeur de sainteté.
Jean d'Arenthon est inhumé le 7 juillet dans l'église cathédrale Saint-Pierre d'Annecy après une cérémonie modeste comme le stipule son testament : « Je désire que mes obsèques se fassent sans appareil, et avec autant de simplicité que le cérémonial des évêques le pourra permettre ».
Ce testament est d'ailleurs un bon exemple de considérations tridentines et les références à la modestie y sont nombreuses : « Absit mihi gloriari nisi in Cruce Domini nostri Jesu Christi per quem mihi mundus crucifixus est, et ego mundo : pour ce qui me concerne, loin de moi la pensée de me glorifier d'autre chose que de la croix de notre Seigneur Jésus-Christ ».
Jean d'Arenthon d'Alex laisse son diocèse sans pasteur, après trente-quatre années d'un épiscopat perçu parfois comme l'un des plus marquants du siège épiscopal de Genève-Annecy et qui s'inscrit directement dans l'héritage de Saint François de Sales.

## Publications
- Saint François de Salles, Jean-Pierre Biord et Jean d' Arenthon d'Alex, Constitutions et instructions synodales de S. François de Sales, évêque et prince de Genève : mises en ordre et augmentées par Mgr Jean d'Arenthon d'Alex et nouvellement par Mgr Jean-Pierre Biord, ses successeurs dans le même évêché, Annecy, Aimé Burdet, 1828, 268 p. (lire en ligne)